# The Legend of Zelda (manga)

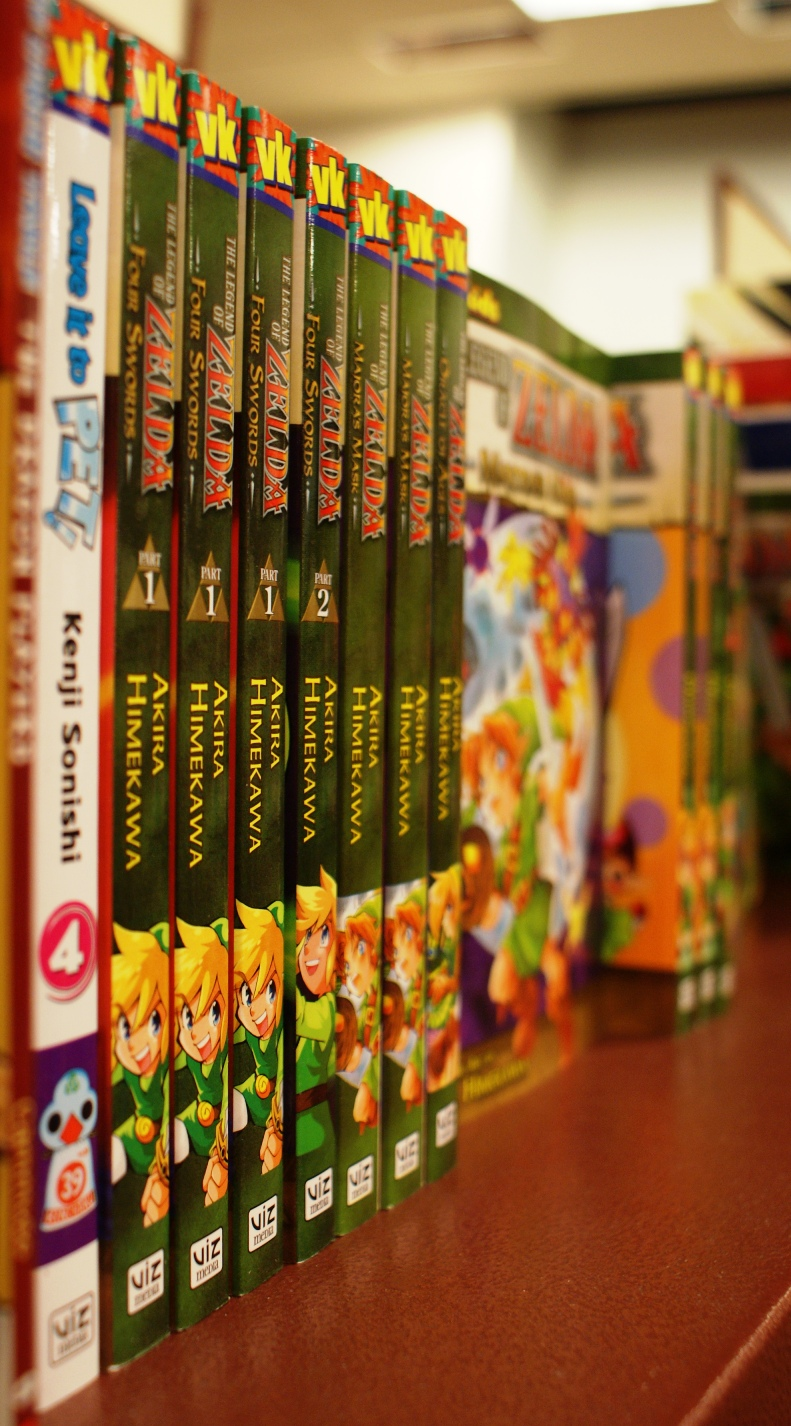
Mangas de The Legend of Zelda

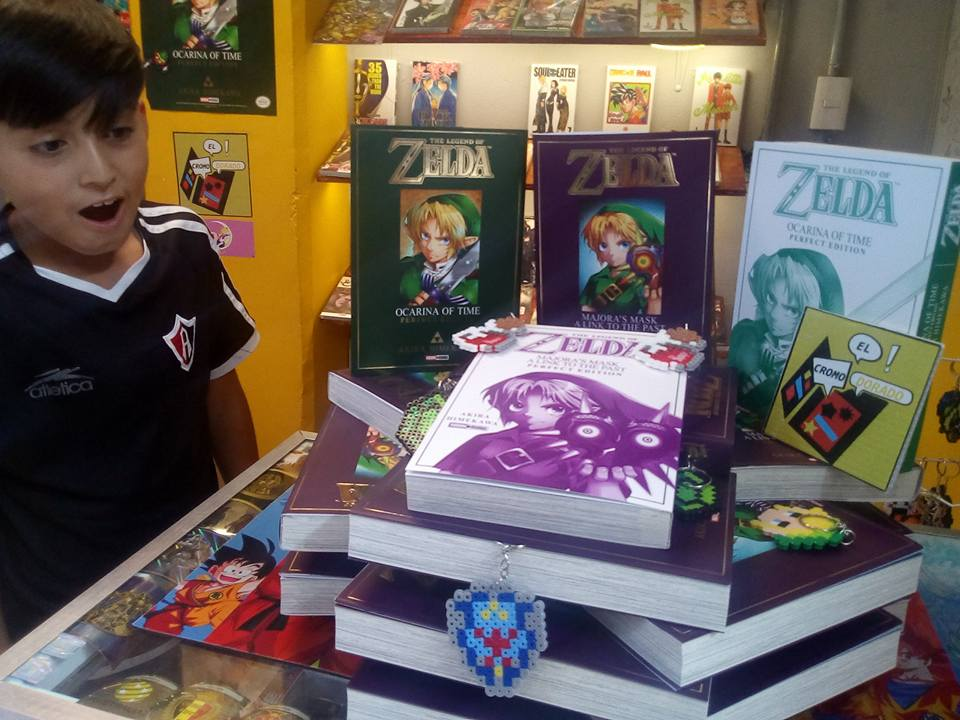

Los cómics de The Legend of Zelda (Zeruda no Densetsu) son una serie de mangas basados en la serie de videojuegos del mismo nombre, publicados por varias editoriales.

## Akira Himekawa
Los mangas de The Legend of Zelda fueron creados por dos artistas conocidas como Akira Himekawa. Su manga más conocido es la adaptación de Ocarina of Time, la cual está dividida en dos partes, la Saga Infantil y la Saga Adulta, más tres capítulos extra (uno adulto, y dos partes de un capítulo de la saga infantil), publicados en dos volúmenes. Ellas también han creado mangas basadas en otros juegos: Majora's Mask, la serie Oracle (Oracle of Seasons y Oracle of Ages, un volumen cada uno, como parte de una historia continua), Four Swords Plus (basada en el juego conocido como Four Swords Adventures fuera de Japón), Triforce of the Goddesses (conocido fuera de Japón como A Link to the Past), The Minish Cap y Phantom Hourglass.
Un dato curioso de estos mangas es que en el de Oracle of Ages (Zeruda no Densetsu Fushigi no Ki no Mi Jikū no Shō), que es continuación del Oracle of Seasons (Zeruda no Densetsu Fushigi no Ki no Mi Daichi no Shō), aparece Raven, un antepasado de Link, que le ayuda en la aventura, y además de ello cambia el pasado de forma cómica.
El manga Legend of Zelda: Skyward Sword es un manga basado del mismo nombre dibujado por Akira Himekawa. Se incluyó una vista previa de las primeras 32 páginas del manga en el libro de arte Hyrule Historia. El manga sirve como precuela de la historia de Skyward Sword.
La serie de mangas basada en The Legend of Zelda: Twilight Princess de Akira Himekawa. Se lanzó por primera en 8 de febrero de 2016, casi diez años después del lanzamiento del juego en el que se basa, pero solo un mes antes del lanzamiento del remake de alta definición para Wii U.

## Otros cómics

### Nintendo Comics System
Valiant Comics publicó una corta serie que mostraba personajes y escenarios del programa de televisión antes del final de su línea Nintendo Comics System. Adicionalmente, algunas historias de The Legend of Zelda fueron incluidas en un gran título de dos volúmenes de Nintendo Comics System, que también tenía a Mario, Metroid, Super Punch-Out!!, y Captain N. Aunque mayoritariamente olvidada e ignorada, es fuente de persistentes creencias de los fanáticos.[cita requerida]

### Nintendo Power
También hubo una tira cómica de The Legend of Zelda: A Link to the Past creada para la revista Nintendo Power del aclamado autor de manga Shōtarō Ishinomori. Vagamente basado en el juego, este relato representaba a los padres de Link como Caballeros de Hyrule, perdidos en el Mundo Oscuro (Dark World). Este también incluía otros personajes originales como el hada compañera y guía de Link, Eferemelda (Epheremelda) (mucho antes que este concepto fuera introducido en la serie); y Roam, un descendiente de los Caballeros de Hyrule que combatió en la Guerra de Encarcelación (Imprisoning War). Roam tiene mucha similitud a 002 de la primera creación exitosa de Ishinomori, Cyborg 009. Además, incluía la primera mención de Ganon en su forma humana, Ganondorf (visto en un recuerdo), aunque diferente de su apariencia en Ocarina of Time y juegos posteriores. La tira cómica fue publicada a partir de enero de 1992 (Volumen 32) y continuó en 12 partes. Luego fue unida en forma de novela gráfica.

### Otras apariciones de Link
Aunque no aparece como personaje, sino en una pared llena de televisiones, Link aparece en el tercer formato de los 4 Fantásticos, cuando Valeria Richards "vuelve" al pasado por error, siendo mayor que su hermano mayor Franklin Richards. Aunque la espada que porta no es la Master Sword, es muy parecida, y la estética que se le dio fue la misma que en The Legend of Zelda: Ocarina of Time, con una de sus típicas poses.
En la serie The Powerpuff Girls, Link hace una breve aparición en un capítulo cuando el alcalde de Townsville está jugando a un videojuego de The Legend of Zelda en una consola similar a la Nintendo 64.

## Libros
- Himekawa, Akira. PACK THE LEGEND OF ZELDA 1. NORMA EDITORIAL. ISBN 978-84-679-1430-6.
- Himekawa, Akira. PACK THE LEGEND OF ZELDA 2. NORMA EDITORIAL. ISBN 978-84-679-1431-3.
- Himekawa, Akira. THE LEGEND OF ZELDA PERFECT EDITION 1: OCARINA OF TIME. NORMA EDITORIAL. ISBN 978-84-679-2647-7.
- Himekawa, Akira. THE LEGEND OF ZELDA PERFECT EDITION 2: MAJORA’S MASK Y A LINK TO THE PAST. NORMA EDITORIAL. ISBN 978-84-679-2648-4.
- Himekawa, Akira. THE LEGEND OF ZELDA PERFECT EDITION 3: THE MINISH CAP Y PHANTOM HOURGLASS. NORMA EDITORIAL. ISBN 978-84-679-2650-7.
- Himekawa, Akira. THE LEGEND OF ZELDA PERFECT EDITION: FOUR SWORDS ADVENTURES. NORMA EDITORIAL. ISBN 978-84-679-3255-3.
- Himekawa, Akira. THE LEGEND OF ZELDA PERFECT EDITION: ORACLE OF SEASONS Y ORACLE OF AGES. NORMA EDITORIAL. ISBN 978-84-679-2649-1.
- Himekawa, Akira. The legend of Zelda, twilight princess (Segunda edición edición). ISBN 978-84-679-2646-0. OCLC 1135282450.